# Chlortetroxid
Chlortetroxid (ClO4) ist ein instabiles Chloroxid. Es ist ein tiefgelbes, explosives Gas mit stechendem Geruch.

## Gewinnung und Darstellung
Bereits 1868 wurde eine Herstellungsmethode von Chlortetroxid beschrieben: So muss man Kaliumchlorat mit konzentrierter Schwefelsäure erst zu einer Paste verarbeiten und anschließend abkühlen. Dann soll man die Paste mit Warmwasser in einer kleinen Retorte aus Glas vorsichtig erhitzen. Dann entsteht Chlortetroxid, ein tiefgelbes, explosives Gas mit stechendem Geruch, der dennoch anders als der von Chlor ist.
Der Chemiker Moses Gomberg behauptete 1923, dass er eine Methode gefunden hätte, um Chlortetroxid herzustellen. Man müsse laut ihm Iod und Silberperchlorat in Diethylether tun. Die angebliche Gleichung lautet wie folgt:
{\displaystyle {\ce {I2 + 2 AgClO4 -> 2 AgI + (ClO4)2}}}
Später behaupteten Forscher jedoch, das Produkt der Reaktion wäre eigentlich Iodperchlorat. Für beide Behauptungen gibt es bisher keine Beweise. 1968 stellte Raymond S. Eachus von Eastman Kodak Chlortetroxid her, indem er Kaliumchlorat bei 77 K (−196,15 °C) Gammastrahlung aussetzte. So entsteht erstmal Dichlorheptoxid, welches sich später in Chlortetroxid umwandelt.

## Eigenschaften
Die Elektronenaffinität von Chlortetroxid beträgt 561 kJ/mol. Die Struktur von Chlortetroxid ist unbekannt, die Molekülsymmetrie ist möglicherweise entweder Cs, C2v, oder Td.
In einer Matrix von Festsauerstoff reagiert Chlortetroxid zu ClO6Cl, welches drei doppelgebundene Sauerstoffatome und eine Kette von drei Sauerstoffatomen hat, die an das Chlor gebunden sind.